# Los cadetes de la reina
Los cadetes de la reina es una opereta en un acto, dividido en dos cuadros, con libreto de Julián Moyrón y música de Pablo Luna. Se estrenó el 18 de enero de 1913 en el Teatro del Circo de Madrid. La obra fue puesta en escena por Emilio Sagi Barba y Luisa Vela en sus personajes protagonistas.

## Contexto musical
A partir del año 1910 el panorama musical de teatro experimentó un nuevo cambio. Los años anteriores, las zarzuelas y otras obras menores se vieron influenciadas por las operetas francesas cuyos textos fueron adaptados al costumbrismo español y regional. En torno a 1910 toda Europa estaba al tanto de las obras del gran compositor Franz Lehár: La viuda alegre (1905), El conde de Luxemburgo (1909) y Eva viajaron por todos los países europeos y llegaron a España. La opereta vienesa triunfante influyó en la música de los grandes compositores de zarzuela consolidando una costumbre que ya había comenzado años atrás: la inclusión en las partituras de números de baile de salón. Incluso alguna de estas operetas austriacas se estrenaron en España en versiones castellanizadas usando el apelativo de «zarzuela» en vez de «opereta».
El compositor español Pablo Luna fue uno de los primeros que adoptó el nuevo estilo y escribió zarzuelas con las características de la opereta. Una de sus obras más afamadas en este sentido fue Los cadetes de la reina qué sí lleva el distintivo de «opereta».

## La trama
El argumento es rebuscado y se echa mano de embrollos y situaciones ficticias. Todo ocurre en un país imaginario donde hay una malvada reina devoradora de hombres que los va matando a medida que se va cansando de ellos. El pueblo está aterrado temiendo quién será el próximo. Los enredos tienen un final feliz con el triunfo del amor. Todo está llevado en tono de humor y distensión.

## Números musicales
Cuadro primero
- Introducción instrumental y coro; Carlos y Presidente: Honrados ciudadanos
- Dueto cómico de Rosa y Heliodoro: Helio. Rosa
- Septiminio con Carlos y Ministro: Es el pecado más horrible hacer llorar a una mujer
- Marcha de los cadetes: ¡Oh Reina! Vos sois la flor
- Balada de tiple y coro con Carlos y Herminia la reina: Cadetes de la Reina
- Fin del primer cuadro con cadetes, damas y ministros: Sonreír Sin cesar
- Intermedio instrumental: Gavota o minuetto

Cuadro segundo
Escena instrumental
- Dueto de Luisa y el Presidente: Cuando impaciente la corte toda
- Dúo de la carta con Carlos y Heliodoro: Pobre carta
- Dúo final de Herminia y Carlos: Tu torpeza bien merece
- Final: ¡Oh! No, ¡eso es imposible!